# Pellona (género)
Pellona es un género de peces clupeiformes de la familia Pristigasteridae.

## Especies
Se reconocen las siguientes especies:
- Pellona altamazonica
- Pellona castelnaeana
- Pellona dayi
- Pellona ditchela
- Pellona flavipinnis
- Pellona harroweri